# Hameln (アルバム)
『Hameln』（ハーメルン）は、日本のロック・ミュージシャンキリトの1枚目のスタジオ・アルバム。2005年8月3日に発売される。発売元はblowgrow。

## 概要
ソロ活動初となるアルバム。
ブックレット付の豪華装丁初回盤と通常盤が発売され、2022年9月14日には通常盤CDが再発された。
本作を引っさげて、2005年8月11日から初のソロライブツアー『KIRITO TOUR 2005 "The Fef of Hameln"』や、2006年5月5日、5月6日のNEO CYCLOID LIMITED SHOW CASE 「EXISTENCE」（ファンクラブ会員限定ライヴ）、7月20日からは全国ホールツアーの『KIRITO TOUR 2006 「EXISTENCE PROOF」』などが行われた。

## 収録曲
- 全作詞・作曲：キリト
- 編曲：キリト・山口一久（1,2,8）キリト・西脇辰弥（3,5,7,9）キリト・島田篤（4,6,10）

1. Hameln（3:43）[1]
  - シングル候補だったがキリトがアルバム表題曲にとっておきたかった為、「DOOR」には収録されなかった[4]。
2. DOOR（3:37）[1]
  - 先行シングル。
3. PLOT（3:29）[1]
4. INTER CUTTER（3:55）[1]
5. Ray（3:14）[1]
6. Awaking bud（3:23）[1]
7. 誰もいない丘（5:25）[1]
8. 再生の朝（Album Version）（5:25）[1]
9. THE SUN（4:08）[1]
  - 本曲はアルバム製作中当初は10曲目に収録予定だったが、締切寸前に「EXIT」が出来たため9曲目になった[5]。
10. EXIT（4:35）
  - 1サビにPIERROTの「PIECES」、2サビに「壊れていくこの世界で」の歌詞が引用されている[要出典]。